# Tử hình ở Venezuela
Hình phạt tử hình được bãi bỏ ở Cộng hòa Bolivariana Venezuela.
Venezuela là quốc gia đầu tiên (vẫn còn tồn tại) trên thế giới bãi bỏ án tử hình cho tất cả các tội phạm, theo Hiến pháp năm 1863. San Marino đã bãi bỏ án tử hình chỉ đối với các tội phạm thông thường vào năm 1848, nhưng đã bãi bỏ cho tất cả tội ác năm 1865.
Costa Rica đã bãi bỏ hình thức này vào năm 1877, và Venezuela trở thành một trong ba quốc gia đã bãi bỏ án tử hình vào năm 1900.